# زمین‌ساخت

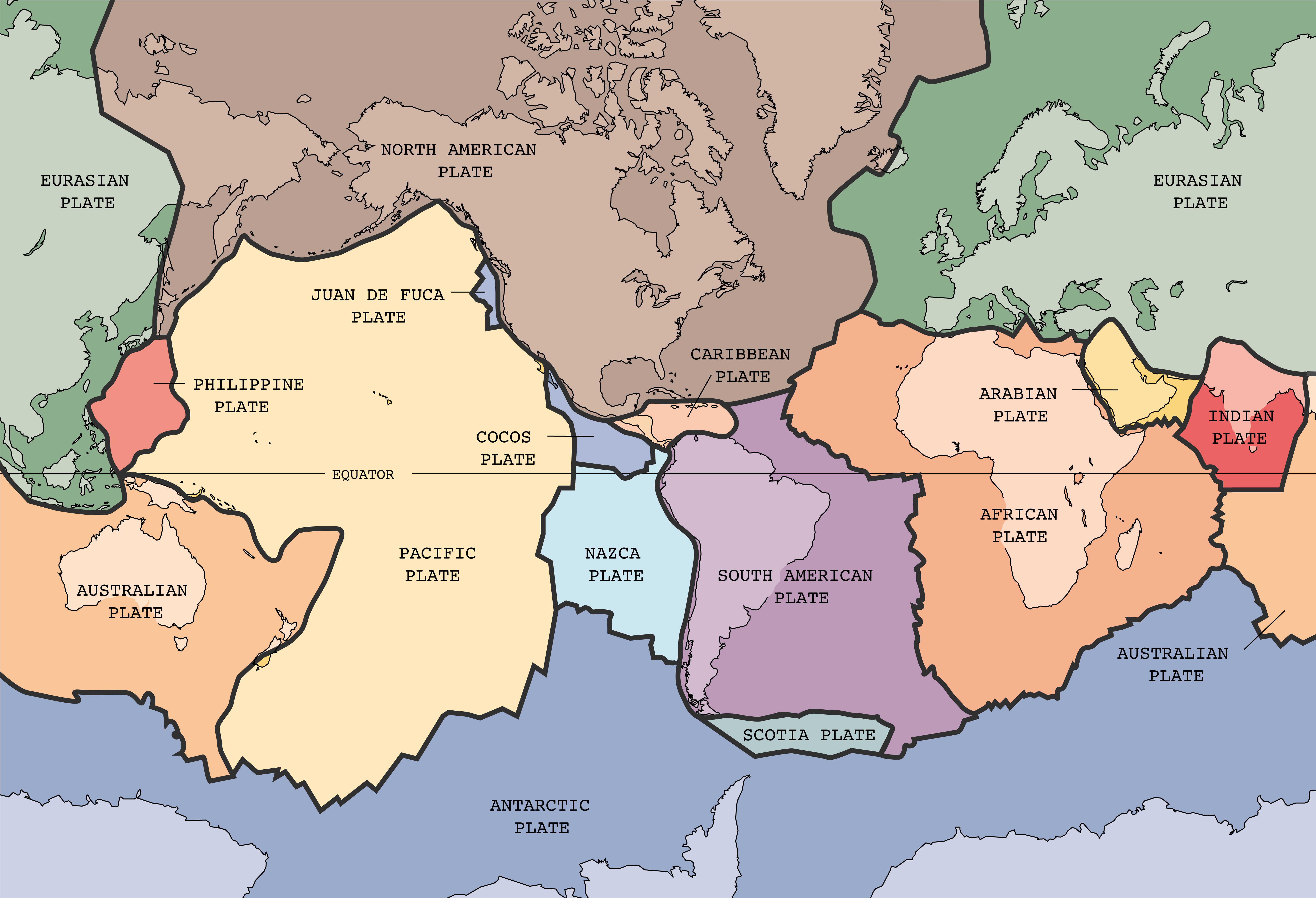
ورقه‌های زمین‌ساختیِ کُرهٔ زمین

زمین‌ساخت یا تکتونیک (Tectonics) یکی از شاخه‌های زمین‌شناسی است که به مطالعهٔ تغییرشکل پوستهٔ زمین بر اثر تنش‌ها و کرنش‌های وارده در طول دوران‌های مختلف زمین‌شناسی می‌پردازد. هدف اصلی این رشته توجیه هندسه و نحوهٔ پیدایش سازه‌ها و ساختارهای زمین‌شناسی مانند طاقدیس‌ها، گسل‌ها، درزه‌ها و ناودیس‌هاست. از سوی دیگر، زمین‌ساخت به مطالعهٔ ساختار درونیِ زمین، چگونگی تشکیل رشته کوه‌ها، اقیانوس‌ها، زمین‌لرزه‌ها و دیگر رخدادهای سطح زمین می‌پردازد.

## زمین‌ساخت صفحه‌ای
نظریهٔ زمین‌ساخت صفحه‌ای، که به حرکت تکه‌های پوستهٔ زمین در ابعاد قاره‌ای می‌پردازد، بخشی از این شاخه است. از این دانش برای مطالعهٔ نحوهٔ رخداد زلزله، زمین‌شناسی مهندسی و مطالعهٔ مخازن نفت و گاز استفاده می‌شود.
مفهوم زمین‌ساخت همچنین برای گفت‌وگو دربارهٔ حرکت آهستهٔ صفحه‌ها به‌کار می‌رود، که در آن مورد به آن بیشتر زمین‌ساخت صفحه‌ای یا رانش قاره‌ای گفته می‌شود.
زمین‌ساخت همچنین به مباحث زلزله، صفحات قاره‌ای و پدیده‌هایی از این دست می‌پردازد.